# Friedrich Kranich
Friedrich Kranich (* 13. August 1880 in Darmstadt; † 28. August 1964 in Hannover) war ein deutscher Bühnentechniker und Theaterwissenschaftler.

## Leben und Werk
Sein Vater (ebenfalls Friedrich Kranich 1857–1924) war bereits Großherzoglicher Hoftheatermaschinenmeister. Nach dem Tod seines Vaters im Mai 1924 übernahm Kranich dessen Amt als Obermaschineriedirektor des Festspielhauses Bayreuth bis 1933. Von 1925 bis 1945 war er außerdem Obermaschinendirektor der Städtischen Bühnen in Hannover. Auch als Honorarprofessor war er in der Architekturabteilung der Technischen Hochschule Hannover tätig.
Kranich publizierte zwei Standardwerke zur Bühnentechnik: Der erste Band der Bühnentechnik der Gegenwart wurde im Mai 1929 veröffentlicht. Der zweite Band erschien im Jahr 1933. Diese beiden Bände sowie weitere Teile seines schriftlichen Nachlasses werden unter anderem in einem von der Deutschen Forschungsgemeinschaft (DFG) geförderten Projekt über Theaterbauwissen seit Oktober 2020 erforscht.
Ein Teil seines Nachlasses wird im Universitätsarchiv der TU Berlin aufbewahrt.